# 海南島戰役
海南島戰役，中华人民共和国政府称之为解放海南岛，中華民國方面稱海南島保衛戰，是1950年3月到5月發生於雷州半岛至海南島的一場戰役，以中國人民解放軍擊敗中華民國國軍，並占领海南全岛而告终，岛上的中国国民党和中华民国政府机关迁往臺灣。该战役之后，原中华民国海南特别行政区被改置为海南行政区，并入广东省管辖范围，直至1988年海南省建立。

## 战前局势

中華民國設置的海南特別行政區

國共內戰进入1949年後，中国人民解放军经过渡江战役，占领中华民国政府首都南京，在全国范围取得完全优势，中国共产党领导的力量随之在北京建立中华人民共和国中央人民政府。第四野战军奉命南下，一路勢如破竹，至1950年初，中華民國政府除台湾省以外所完整控制的省級行政區僅剩下海南特別行政區。中国人民解放军占领广东省后，国军部隊撤到海南岛约有10万人，中华民国海军第三舰队司令部也设在岛上。此时的海南岛上，有冯白驹领导的琼崖纵队仍在坚持和国军进行战斗，本来冯白驹认为凭借岛上琼崖纵队的兵力，足以击败岛上国军，占领海南岛。但随着国军败退到海南岛上的兵力日益增多，此计划已经不可能成功。冯白驹遂向中共中央请求派主力部队和琼崖纵队里应外合，攻占海南岛。此时海南岛上的国军在薛岳的指挥下构筑“伯陵防线”，国军宣称“伯陵防线”固若金汤，同时加紧围剿五指山中的琼崖纵队。:437-438
1949年12月初，随着广西战役的基本结束，四野前委拟增派第12兵团的第40军参加海南战役，并电告中央军委。1949年12月18日，正在访苏的毛泽东以中央军委名义，发电指示四野：“以四十三军及四十军准备攻琼崖”，同时强调：“渡海作战，完全與过去我军所有作战的经验不相同，即必须注意潮水与风向，必须集中能一次运载至少一个军（四、五万人）的全部兵力，携带三天以上粮食，于敌前登陆，建立稳固滩头阵地，随即独立攻进，而不要依靠后援。” 并提醒四野和渡海兵团，“向粟裕调查渡海作战的全部经验”，注意研究三野第10兵团金门失利的教训，“以免重蹈金门覆辙”。 林彪于12月20日复毛泽东12月18日电报：“海南岛作战已委托邓华同志指挥。”
解放军第四野战军12兵团40军，15兵团43军，在15兵团的统一指挥下，先后进入雷州半岛，准备进攻海南岛。12月19日43军攻克湛江，歼国军第62军残部三个营，随即部署：
- 127师进驻徐闻以东、湛江以南雷州半岛东岸沿海地区；
- 128师进到湛江硇州岛至博贺港沿海地区；
- 129师进到阳江东西沿海地区；
- 43军指挥机关进驻湛江市。

40军于12月30日向雷州半岛开拔。第40军军部驻在海康县城，118师驻徐闻，119师驻北海，120师驻安铺。
中国人民解放军琼崖纵队辖第1、第3、第5总队及独立支队，共有兵力超过万人，冯白驹为司令员兼政委，吴克之为副司令员，马白山为参谋长，以五指山为中心建立了根据地，成立了琼崖人民政府，1949年同华南分局、华南军区已建立了无线电台联系，积极准备配合大军渡海、解放海南岛作战。
粤桂边战役后，薛岳、余汉谋、陈济棠余部第4、第32、第62、第64等五个军番号，另有教导第2、保安第1、保安第2、暂编第13师，共计19个师。空军第1、第3、第10、第20大队，有战斗机、轰炸机和运输机共45架，其中AT-6型教練機6架，B-25型轰炸机11架，P-51戰鬥機8架，C-47運輸機3架，C-46運輸機17架。海军第3舰队及海军陆战队一个团，有太平、太和、永康、美宏、潮安、中训舰，以及海硕等各型舰艇共50艘。总兵力约十万人，退守海南岛。蒋介石任命薛岳为“海南防卫总司令”，陈济棠、欧震任副总司令，参谋长李扬敬，统一指挥陆、海、空军部队，在全岛设立了所谓“铜墙铁壁”的立体防线，自称为“伯陵防线”。薛岳对部下宣称：空中有飞机，海上有兵舰，岸上有要塞重炮，对付共军的民船渡海，不足为虑；“海南岛是反攻复国的良好跳板”，“没有海南岛就没有台湾”，“共军没有海军、空军，不能渡海作战”等。防卫海南岛的有50余艘舰艇、40余架飞机。岛上陆军编为四路军，分别担任琼东、琼南、琼西、琼北四个防区的“清剿”和防御任务：
- 第一路军，负责琼东区木栏港到乌石港342公里地段的防务。32军军长李玉堂兼第一路军司令。琼东防区指挥第32军之第252、第255、第256、第266师，海南警备第1师，琼北要塞司令部，共二万三千人，分驻琼山、文昌、琼东、乐会、万宁、琼中等县，军部驻嘉积。
- 第二路军，李铁军任司令。指挥第62军之第151、第153、第163师，暂编第13师，教导2师，共一万四千人，分驻海口、澄迈、安定等市县，守备琼北自木兰港起至林诗港止158公里地段。军部驻澄迈。
- 第三路军，64军军长容有略任琼西防区司令。指挥第4军之第59、第90、第256、第286师和第64军之第131、第156、第159师，海南警备第2师，共一万三千人，分驻儋县、临高、澄迈等县，守备琼西自林诗港起至领头港止396公里地段。军部驻加来
- 第四路军，陈骥任司令。担任琼南乌石港至岭头湾303公里地段琼南防区防务。指挥第63军之第152、第186、第321师，海南警备第3师，琼南要塞司令部、海南防卫总司令部特务团、通信兵团、干部训练团等，共17,000人，分驻陵水、崖县、保亭等县，守备琼南自乌石港起至领头港止303公里地段。军部驻榆林。
- 机动作战部队：从各防区抽调5个师。
- 海口警备司令部设在海口市，指挥官黄保德。指挥海口警备大队。

薛岳部署“一方面以海、空军协力巩固海防，一方面以陆军有力之一部，尽快歼灭本岛土共，彻底解除半岛内部之威胁，再举全力歼灭来攻之外匪。”以重兵加紧对琼崖纵队狠辣“围剿”，企图在解放军大军大举强渡登陆之前削弱琼纵力量，摧毁五指山根据地，迫使琼纵部队化整为零，无力策应大军登陆作战，以解除国军后顾之忧。
12月31日，毛泽东电告林彪：转来邓、赖、洪(12月）27日电已悉，同意该电所取方针，“即努力争取在旧历年前进攻海南岛”。要“以充分准备确有把握而后动作为原则，避免仓促莽撞造成损失。”要求“邓赖洪应速到雷州半岛前线亲自指挥一切准备工作，并且不要希望空军帮助。”1
1950年元旦过后，43军开展了轰轰烈烈的海上练兵热潮。
1950年1月3日，广东省南路专员公署根据中共中央华南分局1月2日的《支援海南岛作战的决定》，成立广东省南路支前司令部，南路支前司令部驻在今广东湛江市赤坎区中兴街大中酒店。司令员李进阶，政委温焯华，副司令员兼参谋长陈开镰，副参谋长朱敏中，下设秘书、财务、交通、运输、采购、抢修、工人动员7个处。组织了800余名干部参加支前工作。全区征集大小船只2,470艘，占海南战役征集船只2,666艘的90%以上；征集民工船工3,090人；沿海各渔村动员了1.8万多名舵工、船工、民兵配合部队进行海上训练。
- 徐闻支前司令部司令员方野、政委李超儒，下设交通、财粮、民工、总务、秘书等5个科。根据部队作战需要，徐闻支前司令部分设徐东区和徐西区2个支前司令部，分别负责对43军和40军的支前工作。徐东区支前司令部司令员吴友兼、政委郑质光、参谋长邓如大。徐西区支前司令部司令员陈德盈、政委陈栋、参谋长王振。为了做好船工、渔民的动员、组织、教育和训练工作，徐闻支前司令部下设船工管理委员会，并成立了海外港、外罗港、北石港、挖仔港、博赊港、白沙港、新地港、三塘港等11个港口管理处，由部队和地方双重领导。全县各区也相应成立了支前指挥所，各大乡相应成立了支前工作组。共征集木帆船486艘，招募船工1,519名，为大军县内运输物资使用的牛车27,666辆，组织了5万多人的民工（占当时全县总人口的1/3）修筑急造军路20多条，总长380多公里以及一些简易大道，使全县的港口及沿海地区都有道路通达。徐闻一县累计动员10.7万民工。
- 海康县征集大小木船400多艘，招募船工1,000多名。配合大军修筑了海康至徐闻县滨海地区黄泽村的公路75公里和海康城至英利的公路55公里，架设南兴至遂溪、南兴至英利的电话线150多公里。
- 遂溪县征集大小船只343艘，招募船工128名，征集竹排105张。

1950年1月5日，15兵团将汇总的情况致电报告四野总部并中央军委，提出目前渡海作战存在的三点问题：一是守岛兵力约10万至15万，且有海空军配合，故我第一批必须使用一个军的兵力同时登陆，约需海船1,000只以上。但现有船只很少；二是必须将一部帆船改装机器（至少一个团的突击部队使用）。如全部改装机器，非短时间不能完成，且耗费很大；三是部队无渡海作战经验，仅凭短时间训练，难收实效。报告提出，根据情况，旧历年前要完成大规模渡海作战之准备工作，事实上来不及，报告请求推迟作战时间并帮助解决改装机帆船的有关问题。
1950年1月10日，四野转来中央军委、毛泽东给15兵团首长邓（华）、赖（传珠）、洪（学智）的指示：“既然旧历年前准备工作来不及，则不要勉强，请令邓、赖、洪不依靠北风，而依靠改装机器的船这个方向去准备，由华南分局与广东军区用大力于几个月内装置几百个大海船的机器，……争取于春夏两季内解决海南岛问题。”又指出攻取海南的有利条件，使部队树立信心：“海南岛与金门岛情况不同的地方，一是有冯白驹配合，二是敌军战斗力较差。只要能一次运两万人登陆，又有军级指挥机构随同登陆（金门岛是三个不同建制的团又无一个统一的指挥官，由三个团长各自为战），就能建立立足点，以待后续部队的继进。”“与冯白驹建立直接电台联系，并令冯白驹受邓、赖、洪指挥……””
1月19日，兵团遵照中央军委和四野总部的指示，电告第40军、第43军：“对渡海登陆作战，不依靠风向，而以改装机帆船为主”。
1月30日，中共华南分局成立了由叶剑英、方方、古大存、邓华、赖传珠、陈光、洪学智、易秀湘、林平、朱光、黄锡川、周楠、林锵云、李章达、丘哲、李洁之等16人组成，秘书长肖桂昌、周楠的广东省支前委员会，机关驻沿江西路149号原“永安堂”大楼办公（即现在广东省总工会地址）。下设支前司令部、船只准备委员会、物资供给委员会、策反工作委员会、雷州半岛支前委员会和海南支前委员会。各地、市、县相应成立支前司令部，由党政领导同志兼任主要负责人。累计征集修复了帆船2,666艘，动员船工1.2万人，支前民工96.63万人。1950年3月28日广东省支前司令部第五处正式成立，人员由广东省总工会筹委会、广州市总工会筹委会和广东区海员工会筹委会的工运干部、华南分局机要班及南方大学50名学员组成，主要任务是到各地组织海员参加支援解放海南岛战争，还到武汉、香港和澳门去动员海员工人参战支前。在雷州半岛、湛江市和徐闻、海康、遂溪等县的工人群众出动船只2,470艘，船工民工3,090人。湛江市东海岛船工王长英因一人动员70多艘船和300多名船工参战，并运载渡海先锋营1,000多名指战员成功地偷渡海南岛，被评为渡海特等功臣。四野后勤部参谋长罗文率100余名干部赶赴广东协助广东军区进行海南战役的后勤保障工作。  
1950年2月1日至2月2日，广东军区暨十五兵团在广州召开渡海作战会议，叶剑英、邓华、赖传珠、洪学智、萧向荣等首长与第40军韩先楚、袁升平、第43军李作鹏、张池明、琼崖纵队副司令员马白山、参谋长符振中与会。会议由邓华主持。叶剑英根据毛泽东指示强调“海南之战一定要吸取金门失败的教训关键是要充分准备”，“必须集中一次运载至少一个军的兵力和三天以上粮食”；强调要充分准备，不可冒险轻举妄动，要把“陆军变成海军”；强调既要靠风，又要靠机器船，不要受风的限制，“要把运载一个军的兵力船只大部变成机器船”，机器由华南分局和广东军区派人到香港、澳门订货购买，这样虽然时间可能要延长，当年船有了机器就不受“谷雨”后风向变化的限制。会议最后确定渡海作战方针为：积极偷渡、分批小型偷渡与最后大规模强行登陆相结合。并具体规定两个军大举强渡之前各偷渡一个团以上的兵力到岛上去，与冯白驹琼崖纵队会合。登岛部队一方面袭扰國軍的防御，另一方面随时准备迎接主力大规模强渡。
2月12日，毛泽东电复林彪并告15兵团：“同意43军以一个团先行渡海，其他部队陆续分批寻机渡海。此种办法如有效，即可提早解放海南岛。”
前往香港购买登陆艇，但最终没有得手。:110-113鉴于金门战役惨敗，在第四野战军发动海南岛战役前，毛泽东专门发电报要求四野向第三野战军调查渡海作战经验，以免重蹈金门覆辙。
1950年2月20日，第43军第128师382团2营4连副排长鲁湘云率领一个班七名战士乘小帆船出海练习，突然遭遇國軍軍舰。鲁湘云所部待敌舰冲到很近距离时使用手榴弹与机枪反击，敌舰很快退出到五百米之外，进行一阵炮击，鲁湘云的小木船因为目标太小，随浪忽起忽落，并未被敌炮击中。敌舰撤走后，鲁湘云安然返航。木船打兵舰战例出现后，解放军还专门在一批木帆船上加装平射炮和火箭筒等将其改成土炮艇，根据帆船大小不同将每船人员编成指挥观察联络组、水手摇桨组、火力掩护组、抢修堵漏组等等，负责掩护偷渡的解放军运兵船。制定的渡海登陆作战编队必须有下列战斗组织：
1. 护航队，其任务是打击敌舰，掩护主力船队航行。在木船上架设37、57战防炮和92步兵炮，配以穿甲弹为主要兵器。
2. 火力志愿队，以步兵火炮和轻、重机枪为主要火器，其任务一是渡海中打击敌机，二是压制登陆地区敌抗登陆火力，掩护强行登陆，而后随登陆梯队前进。
3. 按第一梯队登陆船队、第二梯队登陆船队、后勤粮弹物资船队和义务救护船队等编组，不同时间出发，不同梯次前进。
4. 各队在海上具体位置和互相距离根据具体情况而定。

解放军偷渡过程中遭到中华民国海军拦截，与解放军土炮艇编队爆发激战，激战过程中，国军海军多艘军舰遭解放军土炮艇重创，拦截无果。
渡海训练中，为解决无风时的航行，解放军拜所征用民船上的渔民为师，培训解放军舵手、水手。不仅要懂得一般操船技术，包括撑篙、划桨、摇橹、抛锚、拉蓬、落蓬、掌舵，还要能识别风向、潮流，预测天气晴雨、判定方向、掌握速度、估算船行位置等等，各师各团经过组织水手队，进行专门训练，共训练水手3,000余人。
43军首先整顿干部思想认识，并对部队进行形势任务教育，进行保持光荣，发扬光荣的荣誉教育，进行有针对性的说服，纠正错误思想，特别是那些认为战争即将结束，全国都解放了，盼望退伍归田，成家立业，过太平日子；甚至畏惧海战，怕軍舰，怕飞机，怕翻船，怕泅水，消极避战情绪，“南下打头阵，全国胜利压后阵，都是命啊！”“九死一生，这回可要革命到（海）底了！”。

## 两次偷渡
1950年2月上旬，43军制定了先行偷渡作战计划：第128师秘密准备一个加强团的兵力先行偷渡强袭，第127师秘密准备一个加强团的兵力待命行动，其余部队则仍积极进行大举强渡作战准备。2月下旬，邓华、赖传珠等兵团领导听取了43军军长的偷渡作战计划汇报，完全同意43军偷渡方案，希望43军尽量考虑可能发生的各种困难情况，多准备几手对付方法。 
为确保主力部队登陆作战成功，解放军决定先派部分成建制的部队偷渡登上海南岛，和岛上的琼崖纵队会合。1950年3月，冯白驹电报十五兵团指挥所：由于敌人正集中主力向琼崖西区解放区进攻，敌人在儋县的海头港至白马井之间近百里长的海岸线上，仅有一个步兵团防守，其中有一个营正在沿海地区加紧修筑海头至那大的公路，以利其机动作战，建议野战军利用这个有利时机，向白马井至海头港一带海岸潜渡。
1950年3月5日19时30分，40军118师352团1营799人，乘坐14艘船，在118师参谋长苟在松、352团团长罗继福率领下，琼纵司令部侦察科长郭壮强协助下，从徐闻县灯楼角起航，开始偷渡海南岛。琼纵政治部副主任陈青山到琼纵第一总队加强指挥，带一部电台和渡海部队直接联系。第一总队总队长陈求光、副总队长辜汉东、副政委林明，决定由辜汉东率领第七团在澄迈活动，第八团和第九团负责接应。船队航至半途，海风停了，偷渡部队在靠人力划船的情况下，经过19个小时的航行，3月6日中午最终从儋县以西白马井西南登岛，并和琼崖纵队接应人员会合。:115-116
1950年3月6日13时，43军128师第383加强团，在湛江外硇州岛登上43军各师收集到的最好的帆船，在师参谋长孙干卿率领，准备启渡。但因没有风，无法航行，只好暂停待风。3月7日，十五兵团首长向43军发来万万火急电令：“由于帆船依靠风力航行，困难较多，决定你军改为1个加强营，实行潜渡强袭。”因为根据40军先锋营在偷渡航行途中因停风而划桨、摇橹前进，竟航行了19个小时才登陆的情况考虑，如果383团渡海航行中也突遭停风情况，那么从硇洲岛到预定登陆地点的直线距离有三百多里，其航行时间可能要超过24小时，极大可能被敌先拦截在海上，后拦截在滩头。
1950年3月7日凌晨，韩先楚40军的另一只部队，在北海市以南的涠洲岛登陆，全歼岛上守军500余人，从国军手里缴获大型帆船三百余只。
1950年3月10日13时，解放军43军128师383团加强营，增加配属了一个92步兵炮连、一个侦察连、一个警卫连，共计1,007人，在团长徐芳春的率领和琼崖干部林栋的协助下，携带无线电台，分乘21艘快速帆船，从雷州半岛的硇州岛起渡，预定次日早八时前在赤水港至铜鼓岭一带海岸登陆。琼纵琼文独立团接应。文北县委动员沿海各区、乡党政组织，全力接应渡海大军。43军加强营起航后，是阴云天气，一路上没有遭到國軍海空袭扰，白天的偷渡过程十分顺利。夜间10时左右突起大雾，且风浪太大，船与船之间失去联络，无法保持编队，大浪把数条船的桅杆打断，其中一条船（船上有四十余人）被巨浪打翻，不知下落。经过顽强航渡，终于11日上午9时在文昌县以东、赤水港以北一带地区分别陆续登陆，战斗不到两个小时，就击溃國軍一个营的抵抗和阻拦，除一条船的战士战斗中大部伤亡外，登陆部队很快集结并与文北县委接上联系，并在龙马地区同琼纵独立团会合后，向琼山解放区转移途中，3月15日在潭门村、湖子村一带抗击暂13师37、39两个团的进攻，歼滅一个多营，俘虜副团长以下100多人。然后即进入琼东根据地。43军指示该加强营在琼东一带坚持斗争，避免与敌作战，保存实力，并保持距离海岸一夜行程，随时准备接应后续部队登陆。
15兵团领导根据40、43两军的加强营偷袭成功的经验，又根据鲁湘云以木帆船击退敌舰的经验，以及在涠洲岛缴获三百余只大型帆船等情况，决定改变主力部队依靠改装大批机帆船渡海的作战方针，确定以大型帆船渡海为主，抓住目前有利时机，两军提前实施主力部队大规模渡海登陆。中央军委和四野总部批准了这个作战计划。邓华率兵团前敵指揮所到达徐闻县龙塘镇赤坎村的一座民宅里，离海边仅仅一百多米，天气好时，隐约可以看到海口市区。
3月26日晚19时，40军118师352团主力及353团二营组成的加强团2,937人，在118师政治部主任刘振华和琼纵副司令员马白山的率领下，分乘81只大小帆船，从雷州半岛的灯楼角起航，原定在儋县光村乡一带海岸登陆。琼纵第一总队第7、第8、第9等三个团和40军渡海先锋营立即赶赴光村，行军至儋县东成墟附近时，发现國軍159师集中两个团以上的兵力，占领解放军预定的接应登陆阵地之松林岭和蚂蝗岭。这一情报电报40军后，渡海加强团的登陆点改在临高县临高角一带海岸。接应部队除九团一个营向光村一带出击，迷惑、牵制國军外，全部迅速进至临高县城外的高山岭附近。由于风向变化，3月27日黎明时，118师加强团船队才驶至澄迈县玉包港附近海域，若要继续往临高角航行，还要两小时。为避免在海上与國軍机舰进行长时间恶战，造成伤亡，渡海部队决定改在澄迈的玉包港登陆。岛上接应部队在临高向國軍出击，展开激战，吸引了國軍布防在澄迈、临高沿海约两个师的兵力，使40军加强团顺利夺取了滩头阵地。国军调集4个团兵力，在10余架飞机的配合下，阻止解放军登陆。经过数次战斗，解放军于29日下午与接应部队会师。
3月24日黄昏后，43军127师379团和381团第2营组成辖4个加强营的一个加强团，共3,733人，在127师师长王东保、政委宋维栻率领，赴中央参加青代会的琼崖北区地委原宣传部长陈说及徐清洲的协助下，分乘43军集中调拨的大船、好船共计88艘帆船，从雷州半岛南端的徐闻以东到前山之间博赊港、海仔港地区登船，预定登陆地区则选在海口市以东之北创港至塔市之间。琼纵第三总队副总队长刘荣率领第1团、独立团和43军渡海先锋加强营一起，共同接应渡海部队。但一直等到晚上23时，仍然无风，43军断然决定从港外漂泊集合状态全部返港，部队下船待机，并发出万万火急电报，命令岛上接应部队立即返回根据地待命。3月27日傍晚风向风力不错，43军当即命令部队再次登船，并发出十万火急电报，命令岛上接应部队立即出发。但上船之后，风力越来越小，等到晚22时完全息风无法起航。被迫再次断然决定返航，说服部队下船待机，并发出万万火急电报，命令接应部队再次返回原地待命。负责编队右翼掩护的第381团2营的一个加强连乘四条机帆船，没有收到返航信号，午夜时漂进到琼州海峡主流区域，拂晓时决定返航，与两艘國軍軍舰接触爆发炮战，國軍軍机也赶到轰炸、扫射解放军船队。该连一边顽强抵抗，一边向大陆海岸靠拢，进入岸炮射程后，在解放军岸炮掩护下，最终一艘机帆船被國軍击沉，另三艘机帆船被重创靠岸，船上半数指战员伤亡。该连的战斗损失，主要是渡海组织工作不细致，通讯联络发生漏洞，漂泊集合时加强连的海上警戒伸出过远所致。3月31日傍晚再次起风，有经验的老渔民预测今夜东北风会越来越强，偷渡加强团第三次登船在港外飘泊集结待命，43军第三次万万火急电令岛上接应部队出发。根据顺风顺流的气象水文状况，43军下令“不管遇到多大困难，不论付出多大代价，必须坚决完成任务。”当夜23时30分发出3颗红色信号弹正式出发横渡琼州海峡。由于当夜东北风盛行，国军海空军也加强了对海峡的封锁巡逻。凌晨时分，国军三艘军舰一字摆开迎头拦阻，担任护航任务的第379团第8、第9连和第381团第5、第6连的帆船立即扑上去猛烈开火，并迅速接近國軍軍舰与其纠缠，吸引國軍的炮火，掩护主力船队在國軍编队空隙中穿行前进。国军飞机赶到海战区投下照明弹，把战场照的通亮。突破海上阻击的海战整整持续了两个多小时，解放军的护航帆船四面合击围攻，国军一艘军舰被击中起火，解放军三只护航帆船上的40名指战员陣亡。4月1日凌晨四时，43军加强团在琼山县塔市乡的卜创港一带海岸登陆，在滩头阵地上与岛上接应部队会合。担任海上战斗护航任务的第379团第8、第9两个连，与國軍軍舰激战整整三小时完成护航任务后，向海南岛方向追赶主力船队，但由于航行方向偏差，结果4月1日凌晨在海口市区附近一个孤滩——白沙门岛登陆，四条机帆船在护航时已被國軍軍舰击坏，孤滩与陆地有一道水域涨潮时无法通过，该连处于进退不能的境地，4月1日白天抗击国军陆、海、空数炮击、轰炸、扫射与地面进攻，战至黄昏被全殲。15兵团和43军发电指示；43军上岛部队和琼崖纵队第3总队统归王东保师长、宋维栻政委指挥。至下午17时许，加强团渡海部队登陆集结完毕，同接应部队一起，向琼山县苏寻三解放区转移。途中打垮了國軍教导第2师第1团在塔市之迈德第一线阻击、暂编第13师之38团在文昌以北三江至桃坡间进行第二线阻击。4月5日国军255师分三路向43军登岛部队攻击，在钟瑞市附近展开激战，仅一个小时国军即全线溃退。
15兵团两批潜渡，分四次成功登陆，并与琼崖纵队会师。43军渡海五个加强营，40军渡海四个加强营。解放军大军登岛部队达一个师的兵力，加上琼崖纵队的力量，能够在沿岸任何地段打开一、两个缺口，接应主力部队大举登陆。

## 大举登陆

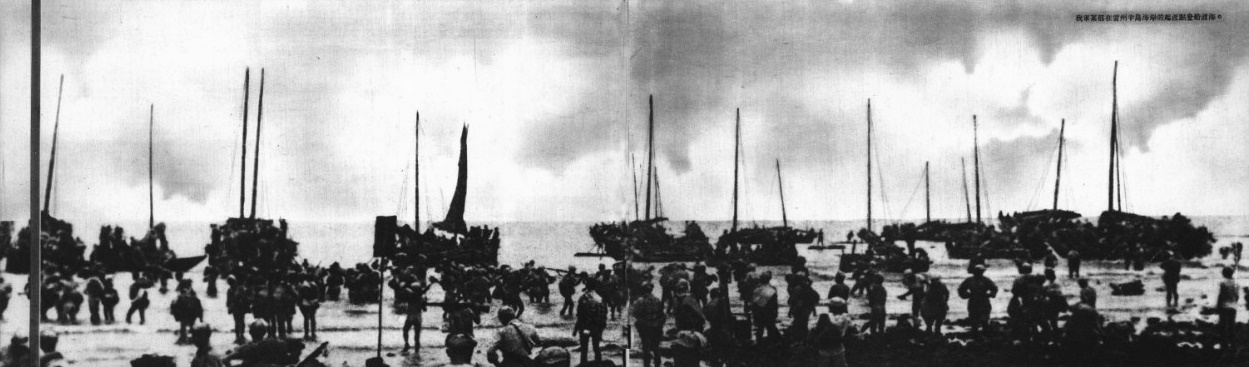
1950年，解放军正从琼州海峡准备进行登陆作战

1950年3月31日，华南分局、广东省人民政府、广州市人民政府、广东军区、广东省财委会联合发出《为集中人力物力支琼作战的联合通令》，重申“解放海南岛是广东我党政军民1950年四大任务的首一个任务，渡海作战必须有足够的物资准备，必须有庞大的物力人力支援，始克济事。”“凡广东省党政军民各机关支前的一切作战物资，均应在‘解放海南岛第一’下实行征用。”
1950年4月10日，邓华司令员在兵团指挥所召开了有40军、43军领导参加的作战会议。会议分析情况，认为國軍海空军加强了海峡的巡逻与封锁，解放军已无再偷渡的可能；4月中旬的风向，仍然是北风为主，东北风为次，对帆船渡海十分有利渡海路线，登陆地点与地形，接应部队的配合及向岛内的纵深进攻方向，做到了详尽、全面的侦察，战役准备基本完成；前期上岛部队已达一个师的兵力，为掩护主力部队登陆创造了极为有利的条件；目前拥有的船只已具备一次运载八个团兵力渡海的，涠洲岛战斗缴获的大型帆船三百余只，发挥了很大作用。会议结论是大部队渡海登陆，时机已经成熟，应尽快组织实施。确定的渡海部署是：
第一梯队：第40军的6个团，18,000余指战员、第43军第128师的2个团，7,000余指战员。共8个团，25,000余指战员，分乘350余艘大型帆船。128师登陆地点距海口市最近，抗击國軍海、空进攻首当其冲，对主力40军渡海侧翼起着掩护的作用。
第二梯队：43军军指挥所率127师380团、381团两个营，128师384团两个营，129师385团、386团，共四个多团，近两万兵力，为第二梯队，在第一梯队登陆后起航跟进；
登陆地段以临高角马袅港为界，以西为40军登陆场，以东为43军登陆场；
4月10日，冯白驹接到十五兵团关于做好接应野战军主力登陆的准备的电报。决定由马白山、陈青山、刘振华、陈求光、苟在松率领琼纵第一总队七、八、九团和40军上岛部队，负责接应40军主力向临高的东英、美夏沿海登陆；由王东保、宋维栻、张世英率领琼纵第三总队一、三团、二团一个营和43军上岛部队，负责接应43军渡海部队向澄迈的桥头、花场沿海登陆；没有直接接应任务的琼纵各部队，要积极行动，吸引、迷惑、牵制國軍，搅乱國軍的防御部署，减轻接应部队的压力，保证解放军主力顺利登陆。
会后，43军命令渡海第一梯队的128师，秘密隐蔽地由电白博贺港一带，调到徐闻以南偏西的三堂港、海珠港地区集结待命；129师秘密隐蔽地从阳江沿海一带，先移湛江地区集中，尔后继续移至徐闻以东沿海地区待命；命令127师（缺一个加强团）仍在龙塘地区继续完成随时强渡的准备工作。
1950年4月16日19时30分，解放军40军和43军起航开始进攻海南岛。40军118师353团两个营、354团，119师355团、356团、357团，120师358团等6个团（欠一个营）共18,700人，在40军军长韩先楚、副军长解方的率领下，在琼崖纵队参谋长符振中的协助下，分乘三百多只帆船，在雷州半岛的灯楼角一线海岸起渡；4月17日凌晨3时许，40军119师和118师先头船队先后在临高角一带抢滩；此前琼纵第一总队和40军先期上岛部队向临高角一带海岸的守军发起攻击，相继攻占了高山岭的國軍炮阵地和美夏、昌拱、东英等据点，为解放军渡海部队大举登陆开辟了登陆场，与40军主力部队在海边会合。119师副师长黄长轩在率领部队向國軍纵深推进的战斗中陣亡。6时左右，40军全部登陆。身在北京的代总参谋长聂荣臻听到消息后问韩先楚在什么位置，得知韩先楚已经上岛后，聂荣臻说：“有这一句就够了。”加来守军第64军出动了两个团，从美台方向出击登陆场，被琼纵第一总队七团第三营从早晨至12时顽强阻击。至4月19日，40军攻占美台、加来，歼灭64军大部。琼纵第一总队和352团也攻占了临高县城。随后，40军向澄迈挺进。
4月16日19时，43军128师382团及383团两个营、384团一个营共6,968名指战员，由43军副军长龙书金、128师师长黄荣海、政委相伟的率领，在琼崖纵队政治部组织部副部长谢应权和王山平、冯尔迅、吴正桂的协助下，分乘81只帆船，由雷州半岛的东场港起渡。各团的护航船队担负着警戒和掩护主力船队的任务，与43军前两次渡海相比，此行的护航船性能和武器装备强了不少，以机帆船为主，速度快，机动性好，其中20艘大船，可在艏艉固定山炮或战防炮，火力猛烈。航渡中，前锋护航船队与两艘國軍軍舰遭遇，左翼护航船队与三艘國軍軍舰遭遇，展开激烈海战。凌晨3时至6时，主力登陆船队在预定地域澄迈县才芳龄、玉抱港、雷公岛地段登陆，急需扩展滩头阵地，先后攻下才芳岭、桥头市、花场等岸防据点，歼國軍64军131师一个团，与前来接应的琼纵第三总队及43军先期上岛部队会合，按照作战预案43军前指以副军长龙书金指挥登陆及接应的所有部队。登岛战斗进行到当日中午，初步建立了纵横五华里左右的滩头阵地，包围福山镇（距滩头阵地约二十华里）的守军。薛岳急令第62军一个团和暂编第13师两个团赶赴福山镇结尾，企图将解放军压制在滩头阵地，全力阻止登岛部队向纵深发展。4月18日，暂编第13师两个团，向福山以北解放军滩头阵地进攻，第127师加强团正面阻击，128师主力一部从侧面迂回，暂编第13师溃逃。同时128师另一部向福山守軍发起猛攻，守军62军151师大部被歼，一部逃窜，毙62军少将参谋长温轰，占领福山镇。继而包围了金江到海口公路间的黄竹、美亭。

## 美亭决战
4月19日下午，15兵团命令第40军登岛主力，迅速由临高附近向澄迈方向急进，其任务是围歼澄迈之守軍。命令43军登岛部队前进到黄竹、美亭一线，其任务是歼灭向澄迈增援之國軍，同时命令43军坚决抗击由海口、澄迈两个方向的國軍反击，并积极寻机歼敌。43军前指当即命令王东保、宋维栻率领127师四个加强营及琼纵一部进到美亭、海口之间的凤门岭、平顶山地区，担任阻击海口琼山方向敌人反击的任务，命令128师包围并歼灭黄竹、美亭守軍之后，与127师并肩阻击增援之國軍。
薛岳抽调国军32军252师、62军151师、153师、暂13师、教导师等四个师，在空军掩护下，于19日开始，由海口、澄迈两个方向，向黄竹、美亭地区的第43军第127师加强团、琼纵一部共计约2个团的兵力实施反包围猛攻，企图堵住43军向内陆前进，解放军这两个团的战斗异常艰苦，:12421日起在风门岭一线坚决堵住向美亭、黄竹增援的国军62军153师和暂13师的六个团，坚守风门岭一〇五高地的381团1连连续十三次打退了国军62军军长李宏达亲自指挥第153师第458、459两团的兵力整连整营的轮番冲击（其中有九次是整营的兵力），最后正、副连长与指导员及大部分战士陣亡，全连仅剩十三名轻伤战士坚持阵地。4月20日，43军128师在向黄竹、美亭奔袭途中，突与國軍32军252师的一个团遭遇，128师一部将其包围在黄竹地区，另一部包围美亭守軍，并发起强攻。國軍在飞机轰炸配合下，拼死抵抗，解放軍攻击部队一时不能解决黄竹、美亭两处之敌。并遭到国军32军252师和62军151师的侧击。
19日，40军在美台歼灭国军两个师部和两个团。按照原计划，西路韩先楚应当指挥40军首先围歼临高县城的国军，然后主力向加来市急进，包围国军64军，另以一个团向那大市前进。但当21日3时左右，40军和琼崖纵队1纵队和先期偷渡部队包围临高城，才发现原本应该有国军62军一个师的临高，此时只剩下国军一个师部和一个团。韩先楚经过分析后，认为薛岳很可能将部队调去东线。遂果断决定，40军主力不顾国军轰炸、扫射，拼命赶往东线黄竹、美亭、白莲地区，这一决定导致黄竹美亭战役成为海南岛战役的决战，史称美亭决战。:1244月21日下午，40军两个师赶到，将增援美亭地区的国军反包围，美亭战场呈现包围、反包围、再反包围的层层厮打状态。40军和43军共同全歼了黄竹、美亭守軍，接着打垮了国军62军和32军的主力。4月22日解放军在白莲地区彻底击溃32军和62军约四个师残部的抵抗。解放军向海口、府城追击。:124

## 攻占全岛

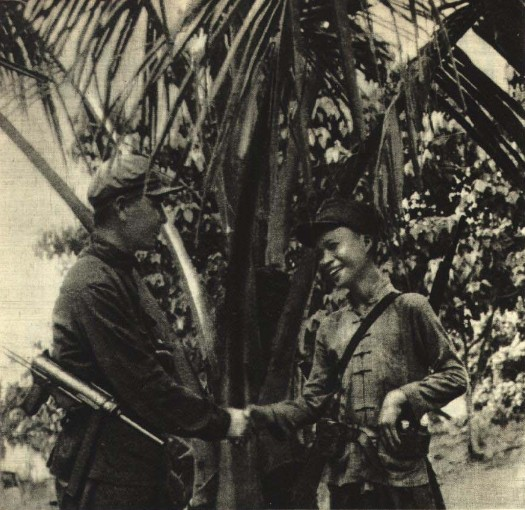
解放军攻入海口，和当地琼崖纵队会合

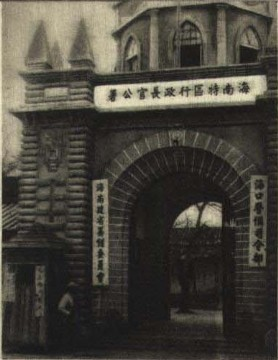
解放军占领位于海南的国军行政长官公署

4月20日蒋中正电令薛岳做好撤退台湾准备，并从台湾派出一批军舰、飞机抵达崖县的榆林、万宁的乌场、感恩的北黎等港口和三亚机场接运。4月21日，薛岳发出全线撤退的命令。4月23日，国军机群从三亚起飞，轰炸海口机场和秀英港，袭击正在向海口挺进的解放军部队。琼纵于当天上午攻佔了海口市。韩先楚命令第40军第119师昼夜兼程向南追击国军，土炮艇大队从海上开往北黎港截击国军，自己亲帅第118师部分兵力乘缴获的汽车直奔海口。:124
4月23日下午19时半，15兵团司令员邓华、第43军军长李作鹏、军政委张池明，率领第43军军部、127师380团、381团两个营、128师384团两个营、129师385团、386团起渡。于24日在后海、天尾港、荣山厂一带海岸登陆，军部进驻海口。25日，冯白驹也率领琼崖党、政、军领导机关进入海口。成立海南军事管制委员会，由邓华任主任、冯白驹等任副主任；同时，成立了海口市警备司令部，由王东保任司令，宋维栻任政委。
美亭决战结束后，4月24日十五兵团发出了乘胜追击残敌、迅速佔領全海南的命令。解放军分三路对国军进行追击。
- 东路追击部队：第40军第119师和第43军第128师及琼崖纵队独立团，沿海口至文昌公路4月23日经加积、乐会、万宁，在树德乡四六桥歼灭国军两个营，于25日攻占文昌县城后，直插文昌清澜港，截住了一部正准备登船撤退的国军。
- 40军与琼纵第三总队，26日攻占加积镇。第三总队留下配合党政组织接管政权，四十军则继续向南猛追国军，和东路追击大军一起，于四月三十日围歼在榆林、三亚集结的国军。
- 西路追击部队：在荣山厂附近登陆的第43军第129师和第127师第380团、第40军第118师第352团一个加强营、琼纵第一总队第七团，25日由美亭地区出发，沿西线公路经澄迈、那大、白沙向北黎港、八所港方向猛烈追击，于5月1日在八所、北黎歼第4军286师，俘副师长邱国梁以下3,500人，并俘军舰一艘。
- 此外，还有15艘机帆船从海上直奔八所。[3]:493
- 原在儋县牵制、迷惑国军的琼纵第五总队之四、六团，急速经昌感，赶赴榆林、三亚，阻止国军撤退。
- 43军军指在海口，127师主力在海口琼山地区清扫战场，维持秩序，待命机动。127师师长王东保兼任海口市警备司令，政委宋维栻兼任海口市警备政治委员。

5月1日，解放军攻占海南岛全岛，海南岛战役结束，解放军取得胜利。5月2日之前，共有7萬多名海南島軍民，隨國軍從榆林港撤離。

## 战役总结

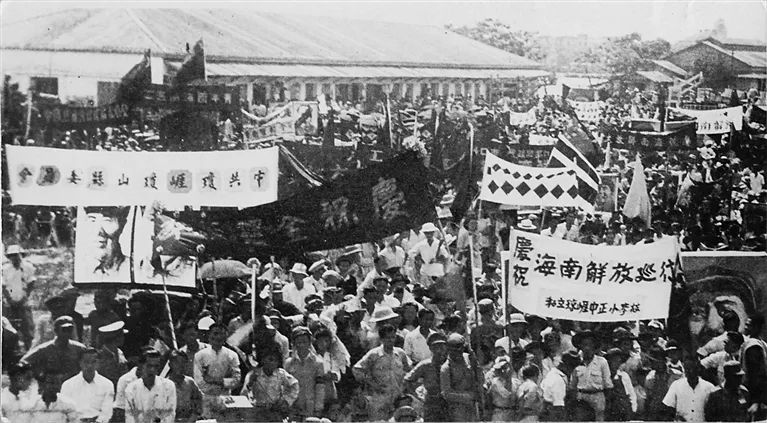
1950年5月1日，解放军攻占海南全岛，海口市群众举行庆祝集会

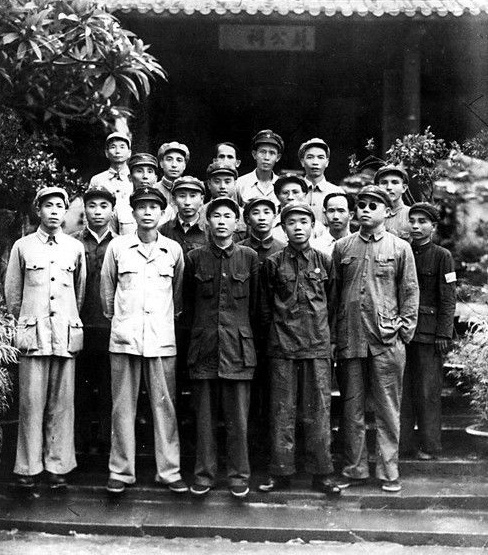
1950年5月10日，参与海南岛战役的解放军将领于琼山苏公祠留影。前排右起：李作鹏、韩先楚、邓华、冯白驹。二排左起：李伯秋、解方、张池明。第三排左二袁升平。

从4月17日大军主力登陆至5月1日攻佔全岛，14天时间，琼崖纵队配合野战军歼國軍33,000多人，其中毙伤62军少将参谋长温轰、海军第三舰队司令王恩华以下5千6百多人，俘62军副军长韩潮以下24,800人，投降1,500多人。击毁國軍飛机2架，缴获4架；击毁國軍軍舰2艘，击沉1艘；缴获军用轮船1艘；缴获大小火炮400余门，轻重机关枪1,300多挺，冲锋枪、自动步枪、卡宾枪1,600余支，长、短枪14,100余支；缴获坦克4辆，装甲车3辆，各种汽车140辆以及大批辎重物资。
43军共歼國軍17,000余人，缴获各种枪支9,424支，缴获各种火炮199门，坦克2台，军舰1艘。自身伤亡3,200余人，53名支前船工牺牲。
解放军方面认为海南岛战役，是解放军以木船为主要航渡工具，突破國軍海空封锁的一次成功的岛屿作战。获得成功的原因，一是有效地运用了琼崖纵队这支有力的接应力量，正确的制定了偷渡与强渡独立进攻，不靠后援的思想，并采取了有力措施；二是充分的作好了战前准备和战中的组织指挥。在渡海作战中，由于解放军缺乏海、空力量配合，少量的土炮艇也无力阻止国军從海上撤退，因此岛上国军大部登舰撤退。43军长李作鹏在回忆录中认为，未能歼灭十万守岛国军的主力，主观原因之一是主力渡海第二梯队投入战斗时间过晚，如果國軍集中力量与解放軍第一梯队在登陆滩头地区作战时，渡海第二梯队提前三天（即4月21日）突然在國軍兵力已空虚的海口东西地区强行登陆，然后协同第一梯队的登岛部队，在琼西北海岸地区围歼國軍，就可能将主力大部歼灭。主观原因之二是没有充分发挥琼崖纵队战斗特点和特殊作用，没有在发现國軍全线向南撤退时，立即命令琼纵快速插到國軍后方破坏交通线、桥梁、道路，利用熟悉的有利地形坚决顽强地堵击南逃國軍。
国军方面认为海南島的國軍雖然人數眾多，但素質已差，士氣大跌，組成也相當複雜，不能齊心守戰，對於解放軍游擊部隊的動向也不能有效牽制，早已種下敗因。解放軍為奪取海南島，早有戰部署。由於1949年10月的金门战役失利，解放軍不敢掉以輕心，事先就已經安排各戰略兵力在島上，裂解國軍的防禦體系；戰役開始後，解放軍在時間與空間的優勢已然明確，加上瓊州海峽並不寬闊，解放軍可以迅速從廣東調度軍隊進攻。雖然美亭之役的失敗是國軍最重要的敗因，但即使美亭之戰可以抵禦解放軍的先頭部隊，也只是盡人事之舉。
由于6月美国总统杜鲁门命令美第7舰队开进台湾海峡封锁台湾海峡，中华人民共和国認為沒有韓先楚、馮白駒兩將，海南島會變成“第二個臺灣”，成為中華民國重要的戰略腹地；韓馮在這次戰役中為解放軍立下大功。

## 纪念

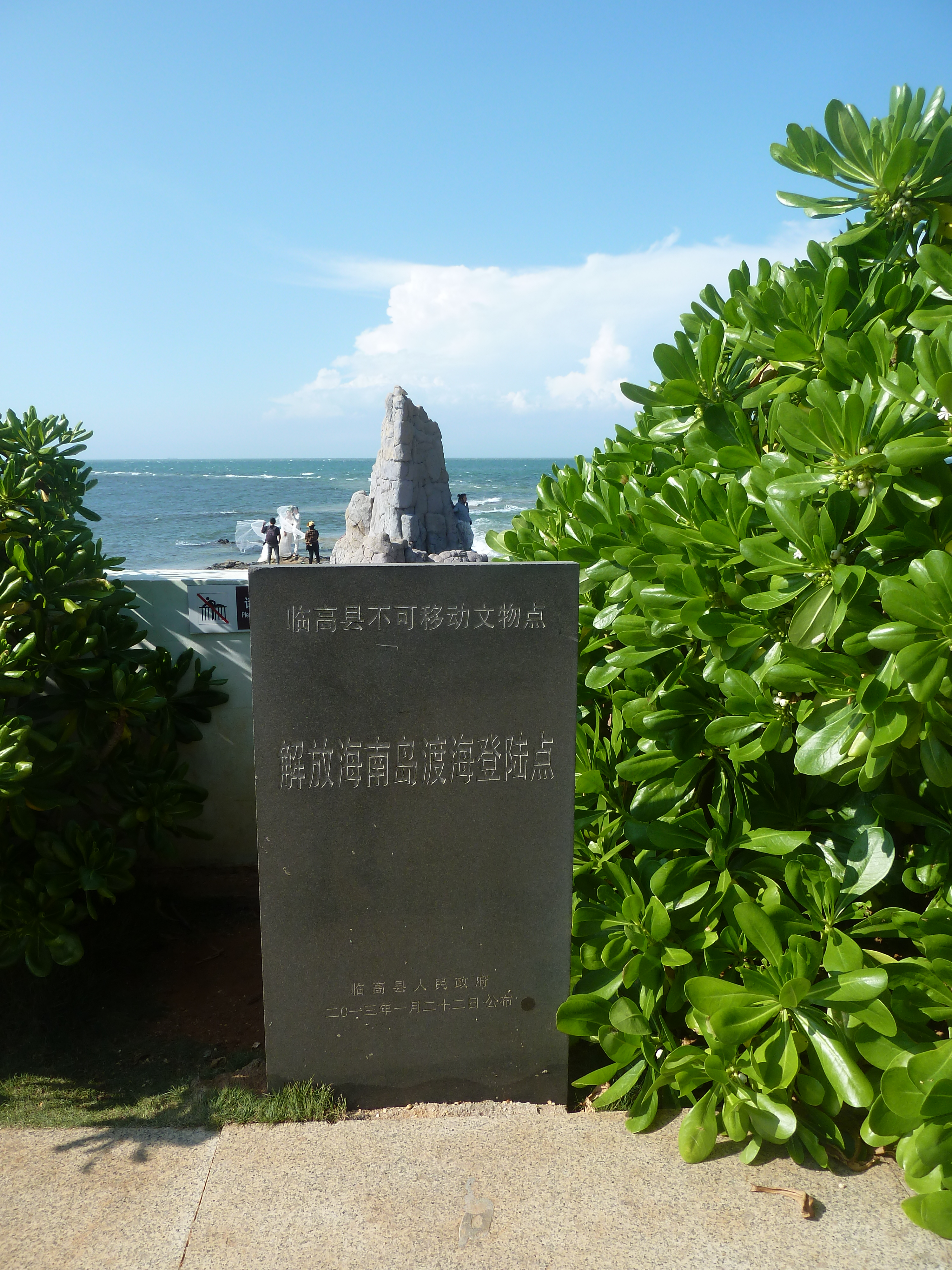
解放海南岛渡海登陆点纪念碑

1995年，共青团海南省委在临高角登陆点修建了解放海南“热血丰碑”纪念塑像及陈列馆，两者于1997年4月被列为海南省爱国主义教育基地。2006年，临高县委县政府建立了占地面积86亩的临高角解放公园。
相关电影有1962年电影故事片《碧海丹心》

## 外部連結
- 海南岛战役（含中文地圖與照片）